# 厄尔 (匈牙利)
厄尔，是匈牙利索博尔奇-索特马尔-贝拉格州所辖的一个村。总面积17.78平方公里，总人口1447，人口密度81.4人/平方公里（2011年1月1日）。